# John Walther Rasch
John Walther Rasch (30. september 1946 – 10. februar 1993) var en dansk narkobagmand, som 2. april 1982 ved Østre Landsret idømtes livsvarigt fængsel for at have bestilt et lejemord begået 24. oktober 1980 med 24 knivstik mod den 22-årige prostituerede tidligere såkaldt Spies-pige Michelle Andersson i Grøndalsparken på det nordlige Frederiksberg. 
Kriminalpolitiet kunne efter en uges efterforskning anholde drabsmanden pusheren Jørgen Rosenbæk Jørgensen, som efterforskningen viste, havde modtaget knap 200.000 kr af Rasch for at begå mordet, tilsyneladende med motiv, at kvinden var begyndt at sladre til politiet om det københavnske narkomiljø. Både Rasch og Jørgensen idømtes livsvarigt fængsel for drabet på Michelle Andersson.
Rasch afsonede i Horsens Statsfængsel, hvor han blandt andet arbejdede på fængslets bibliotek, stod for optagelser til fængslets interne radio og desuden var en passioneret maler.
John Walther Rasch døde efter 12 års afsoning 46 år gammel, uden at have haft mulighed for prøveløsladelse.
I 2012 udkom e-bogen 'Spjældgas', som er en humoristisk serie af tegninger, tegnet af Rasch i 1984, der beskriver fangernes liv og deres forhold.

## Eksterne links
- Berømte fanger Arkiveret 13. december 2014 hos  Wayback Machine - ejail.dk
- Dømt til livstid: 1977-1997 Arkiveret 16. juli 2018 hos  Wayback Machine - TV2 Lorry 9. maj 2017